# Trapps Sommer
Trapps Sommer ist ein deutscher Fernsehfilm aus dem Jahr 2024 mit Günther Maria Halmer und Senita Huskić, der unter der Regie von Rainer Kaufmann nach einem Drehbuch von Hans Rath entstand. Premiere der Tragikomödie war am 24. August 2024 beim Festival des deutschen Films.

## Handlung
Der 79-jährige Georg Trapp ist ein emeritierter Philosophieprofessor. Nachdem es in seiner Wohnung während eines Nickerchens zu einem Küchenbrand kommt engagiert er mit der 24-jährigen Sofia Stanić eine Haushaltshilfe. Nach einer Beschwerde über Sofia wird ihm Elke Polinski zugeteilt, die gegen seinen Willen seine Wohnung aufräumt. Trapp fordert daraufhin Sofia wieder zurück. Als Georg für seinen 80. Geburtstag eine Feier plant, macht ihn Sofia darauf aufmerksam, dass auf der Gästeliste echte Freunde fehlen. 
Nach einem Schwächeanfall holt Sofia ihren besten Freund und Arzt Sebastian Möller zur Hilfe, der sich um Georg kümmert. Bald darauf sucht Georg seinen alten Freund, den Antiquar Heinz Baumann auf, der sich sehr freut, ihn nach langer Zeit wiederzusehen. Wieder zurück, erzählt Georg Sofia, dass er damals dafür verantwortlich war, dass Heinz die Professur nicht bekam, sondern er. Heinz seinerseits gibt gegenüber Georg an, nie bedauert zu haben, die Stelle nicht erhalten zu haben.
Für Sofias Freund Peter Kestner, einen angehenden Schauspieler, organisiert Georg die Möglichkeit, bei dessen Bekannten, der Regisseurin Julia Ottenthal, vorsprechen zu dürfen. Allerdings bescheinigt Ottenthal Peter, kein Talent zu haben. Nachdem Sofia ins Krankenhaus eingeliefert wird, erfährt Georg, dass sie schwanger ist. Peter stellt Sofia vor die Wahl, entweder abzutreiben oder die Beziehung zu beenden. Sofia entscheidet sich für das Kind und beendet die Beziehung. Georg ermuntert daraufhin Sebastian Möller, Sofia seine Liebe zu gestehen, der seinem Rat folgt.
Georgs Handwerker, der in der Küche Reparaturen nach dem Brand vornehmen soll, erzählt ihm, dass er vor 20 Jahren bei Georg studiert hatte und er beinahe sein Doktorvater geworden wäre, er ihn aber abgelehnt hatte. Der Handwerker hatte darauf erkannt, keine Karriere an der Uni machen zu wollen, um nicht wie Georg zu werden. Auf Anregung von Heinz besucht Georg seine inzwischen verwitwete Jugendliebe Henriette „Henri“ Krassner in ihrer Seniorenresidenz. Er gesteht ihr, es oft bereut zu haben, dass sie es damals nicht miteinander versucht hatten.
Heinz wird nach einer Herzattacke ins Krankenhaus eingeliefert, wo er stirbt. Auf der Trauerfeier spricht Georg mit Clara, der Enkelin von Heinz, die in Oxford studieren möchte. Er bietet ihr ein Empfehlungsschreiben an, das diese ablehnt weil sie seine Veröffentlichungen in diesem Jahrtausend für keine Empfehlung hält. In einem Schreiben teilt Georg seinen Weggefährten mit, dass er auf eine Feier zu seinem 80. Geburtstag verzichtet, weil die meisten nicht wegen ihm kommen würden und er viele ohnehin nicht sehen möchte. Dadurch würde er allen einen Gefallen tun, den freien Abend sollten diese mit Menschen verbringen, die ihnen wirklich etwas bedeuten.
Georg stellt Sofia und Sebastian, die mittlerweile ein Paar sind, seine Wohnung mietfrei zur Verfügung. Er selbst werde nicht mehr zurückkommen und fährt zu Henri, um ihr seine Gefühle zu gestehen und den Sommer mit ihr zu verbringen.

## Produktion
Die Dreharbeiten fanden vom 13. Juni bis zum 12. Juli 2023 in Berlin statt. Produziert wurde der Film von Producers at Work in Zusammenarbeit mit der ARD Degeto, als Produzenten fungierten Christian Popp und Stefan Sporbert.
Die Kamera führte Jörg Widmer, die Musik schrieb Richard Ruzicka, die Montage verantwortete Ueli Christen und das Casting Stefany Pohlmann. Das Szenenbild gestaltete Angelika Dufft, das Kostümbild Lucie Bates, den Ton Matthias Rupp und Henriette Hirschberger und das Maskenbild Irmela Osswald und Parul Banerjee.
Hauptdarsteller Günther Maria Halmer war zuvor 2023 in Rainer Kaufmanns Kinofilm Weißt du noch an der Seite von Senta Berger zu sehen.

## Veröffentlichung
Premiere war am 24. August 2024 beim Festival des deutschen Films.
In der ARD-Mediathek wurde der Film am 6. August 2025 veröffentlicht, im Ersten wurde der Film am Sendeplatz von Endlich Freitag im Ersten am 8. August 2025 erstmals ausgestrahlt.

## Rezeption

### Kritiken
Oliver Armknecht vergab auf film-rezensionen.de fünf von zehn Punkten. Der Film sei nicht wirklich komisch, auch der Tiefgang halte sich in Grenzen. Aber es reiche für eine nette Komödie, bei der sich das Publikum wohlfühlen dürfe.
Rainer Tittelbach bewertete den Film auf tittelbach.tv mit 5 von 6 Sternen. Die utopische (Wohlfühl-)Dimension der Geschichte sei das generationsübergreifende Miteinander. Und das hinreißende Duo Halmer/Huskić passe perfekt auf die Charaktere: lieber leise statt laut, und besser noch mal in sich gehen.
tvspielfilm.de urteilte: „Ruhig erzählte Wohlfühlgeschichte mit eher leisem Humor“. Der berührende Film erzähle mit Charme und Leichtigkeit von späten Chancen und dem Mut, das Leben neu zu entdecken. Günther Maria Halmer verleihe dem Protagonisten viel Glaubwürdigkeit. Für den Humor sorgten vor allem im ersten Drittel die Wortgefechte zwischen Georg und Sofia.
Filmdienst.de (3 von 5 Sterne) bezeichnete die Produktion als eine gut gespielte Tragikomödie, deren harmonische Ausrichtung zwar unübersehbar sei, die Sentimentalität aber zu vermeiden verstehe. Eine aufmerksame Regie und pointierte Dialoge setzten immer wieder Akzente, um die Lektionen des Drehbuchs eher beiläufig einfließen zu lassen.
Tilmann P. Gangloff meinte auf evangelisch.de, dass die Produktion im ersten Akt wie eine typische Tragikomödie wirke, selbst wenn die Bilder ungewohnt düster seien, mit zunehmender Dauer verändere sich das Vorzeichen jedoch.
Oliver Alexander kritisierte den Streifen auf quotenmeter.de als „gut gemeintes, aber schwerfälliges Erzählstück, dessen Sommer mehr Kalenderbild als Gefühl ist.“ Das Leben, das der Film feiern möchte, wirke erstaunlich leblos.

### Quote
Die Erstausstrahlung im Ersten am 8. August 2025 erreichte 3,71 Millionen Zuschauer und 19,4 Prozent Marktanteil.

### Auszeichnungen
Festival des deutschen Films 2024
- Ludwigshafener Auszeichnung an Senita Huskić[12]